# Le Motel
Le Motel (ca. 1994) is een producer en grafisch ontwerper uit Brussel.  hij werkte onder meer samen met Yellowstraps, Clap! Clap!, Aliosha en Roméo Elvis.
In 2016 trad hij op tijdens het Dour Festival en Pukkelpop.
Zijn solo-album Oka (wat 'luister' betekent in het Bayaka) verscheen in 2015 en maakt veelvuldig gebruik van samples van wereldmuziek.

## Discografie
- 2015 Oka